# Cyprinodon inmemoriam
Cyprinodon inmemoriam is een straalvinnige vissensoort uit de familie van de eierleggende tandkarpers (Cyprinodontidae). De wetenschappelijke naam van de soort is voor het eerst geldig gepubliceerd in 1993 door Ma. de Lourdes Lozano Vilano en Salvador Contreras Balderas. De soort was op dat ogenblik waarschijnlijk uitgestorven; het enige bekende specimen, tevens holotype, was in 1984 verzameld in Ojo de Agua La Trinidad, een voormalige bron in het gebied Bolsón de Sandia, op een hoogte van 1600 m in de Mexicaanse gemeente Aramberri (Nuevo León). De bron was sindsdien opgedroogd en vermits ze de enige gekende populatie van de soort herbergde, moest die als uitgestorven beschouwd worden. Vandaar dat ze de soortnaam inmemoriam kreeg.
De auteurs beschreven nog drie andere Cyprinodon-soorten die in zoetwaterbronnen van Bolsón de Sandia waren aangetroffen: C. veronicae, C. longidorsalis en C. ceciliae. Elke soort was endemisch voor een bepaalde bron. Al die bronnen zijn later opgedroogd, vooral door het grondwaterverbruik van de plaatselijke bevolking, zodat al deze soorten worden beschouwd als uitgestorven in het wild.